# Бебе Жюмо
«Бебе Жюмо» (фр. Bébé Jumeau) — фарфоровая кукла-пандора, выпускавшаяся во второй половине XIX века французской компанией «Жюмо». По своему облику напоминает девочку возрастом 8—12 лет с широко открытыми глазами и пухленькими сгибающимися шарнирными конечностями. Выпускалась с деревянным туловищем (позднее стали применять композит) и конечностями с шарнирными соединениями.
Компания «Maison Jumeau» была основана в 1843 году Пьером-Франсуа Жюмо (1811—1895) и занималась продажей продукции сторонних производителей. В 1871 году семейное дело перешло к старшему сыну Жоржу Эжену (1841—1873), который в следующем году открыл завод по производству собственных кукол компании. После смерти Жоржа Эжена дело перешло к младшему сыну основателя династии — Эмилю-Луи (1843—1910). Новый владелец при помощи художников и скульпторов создал «Бебе Жюмо» — ставшую знаменитой куклу, которая, по словам искусствоведа Бориса Голдовского была символом не только компании, но и в целом французских производителей. Именно для кукол «Жюмо» впервые стали выпускаться специальные модные журналы с выкройками одежды, обуви, сумочек и т. д. Жена владельца компании Эрнестин Жюмо создавала одежду и аксессуары. Особенностью кукол было то, что Эмиль-Луи, постоянно изменяя свою продукцию, практически не модифицировал их внешний вид. В сотрудничестве с французскими и швейцарскими механиками он усовершенствовал сочленения, стал выпускать «говорящие» куклы, именно ему первым удалось выпустить на рынок куклы с закрывающимися глазами. Для каждого крупного модного издания и магазина производилась модель, имеющая небольшие модификации («Bébé Louvre», «Bébé Printemps», «Bébé Samaritaine»). Они, в свою очередь, основывались на основных типах «Бебе Жюмо» — «Парижский ребёнок», «Современный ребёнок», «Чудесный ребёнок». Несмотря на высокую стоимость к 1881 году было продано 85 000 кукол, а в 1899 году их произвели в количестве 300 000 штук. Игрушки производились в двух ценовых категориях: в элитарном и более дешёвом исполнении.
Компания не выдержала конкуренции с дешёвыми немецкими куклами и в 1893 году вошла в состав «Общества французских производителей кукол и игрушек» (Société Française de Fabrication de Bébés et Jouetes, S.F.B.J.). Позднее куклы под тем же названием выпускались другими компаниями, а продукция линейки «Бебе Жюмо» стала престижным предметом коллекционирования.